# Île de Dorchester
L'île de Dorchester est une colline située dans la paroisse de Dorchester, au sud-est du Nouveau-Brunswick. Elle est située au confluent du ruisseau Palmers et de la rivière Memramcook. Elle mesure un peu plus de 30 mètres de haut et est isolée dans la vallée entre les Grandes Buttes et la colline Coppermine. Son nom vient du fait qu'elle est une île, transformée en montagne par l'assèchement des marais par les Acadiens au XVIIIe siècle. Les digues munies d'aboiteaux ayant servi à l'assèchement sont visibles au pied de la colline. Une grande maison et un cimetière se trouvent sur un versant.